# Reprezentacja Rosji w Pucharze Gordona Bennetta
W zawodach balonów wolnych o Puchar Gordona Bennetta poszczególne kraje mogą reprezentować maksymalnie trzy zespoły składające się z dwóch osób. Po raz pierwszy udział załogi z Rosji miał miejsce podczas 50. zawodów rozegranych w 2006 roku.

## Wyniki
Osiągnięcia drużyn w poszczególnych zawodach
UWAGA:
Oznaczenie rekordu długości lotu oraz czasu przelotu zaznaczone jest następująco:
| REKORD |

| Edycja zawodów | Data       | Miejsce zawodów                 | Lokata | Załoga                                 | Balon                          | Czas lotu [h] | Odległość [km] |
| -------------- | ---------- | ------------------------------- | ------ | -------------------------------------- | ------------------------------ | ------------- | -------------- |
| 50             | 09.09.2006 | Waasmunster (Belgia)            | 13     | Stanislaw Fuodoroff, Sergey Grishin    | RA-O454G Dmitrov               | 67:02         | 1621,18        |
| 54             | 25.09.2010 | Bristol (Wielka Brytania)       | 11     | Leonid Tyukhtyaev, Stanislaw Fuodoroff | RA-0454G                       | 40:25         | 1052,98        |
| 56             | 31.08.2012 | Ebnat-Kappel (Szwajcaria)       | 5      | Leonid Tyukhtyaev, Sergey Grishin      | D-OTLI Russian Records Factory | 43:19         | 1303,98        |
| 57             | 24.08.2013 | Grand Nancy-Tomblaine (Francja) | 7      | Nikolay Galkin, Mikhail Bakanov        | D-OTLI Russian Records Factory | 26:59         | 457,53         |
| 58             | 29.08.2014 | Vichy (Francja)                 | 16     | Sergey Grishin, Leonid Tyukhtyaev      | D-OABD                         | 08:29         | 41,89          |
| 62             | 28.09.2018 | Berno (Szwajcaria)              | 19     | Leonid Tyukhtyaev, Mariya Sadkovskaya  | D-OTLI Russian Record Factory  | 20:45         | 148,55         |